# LADEE

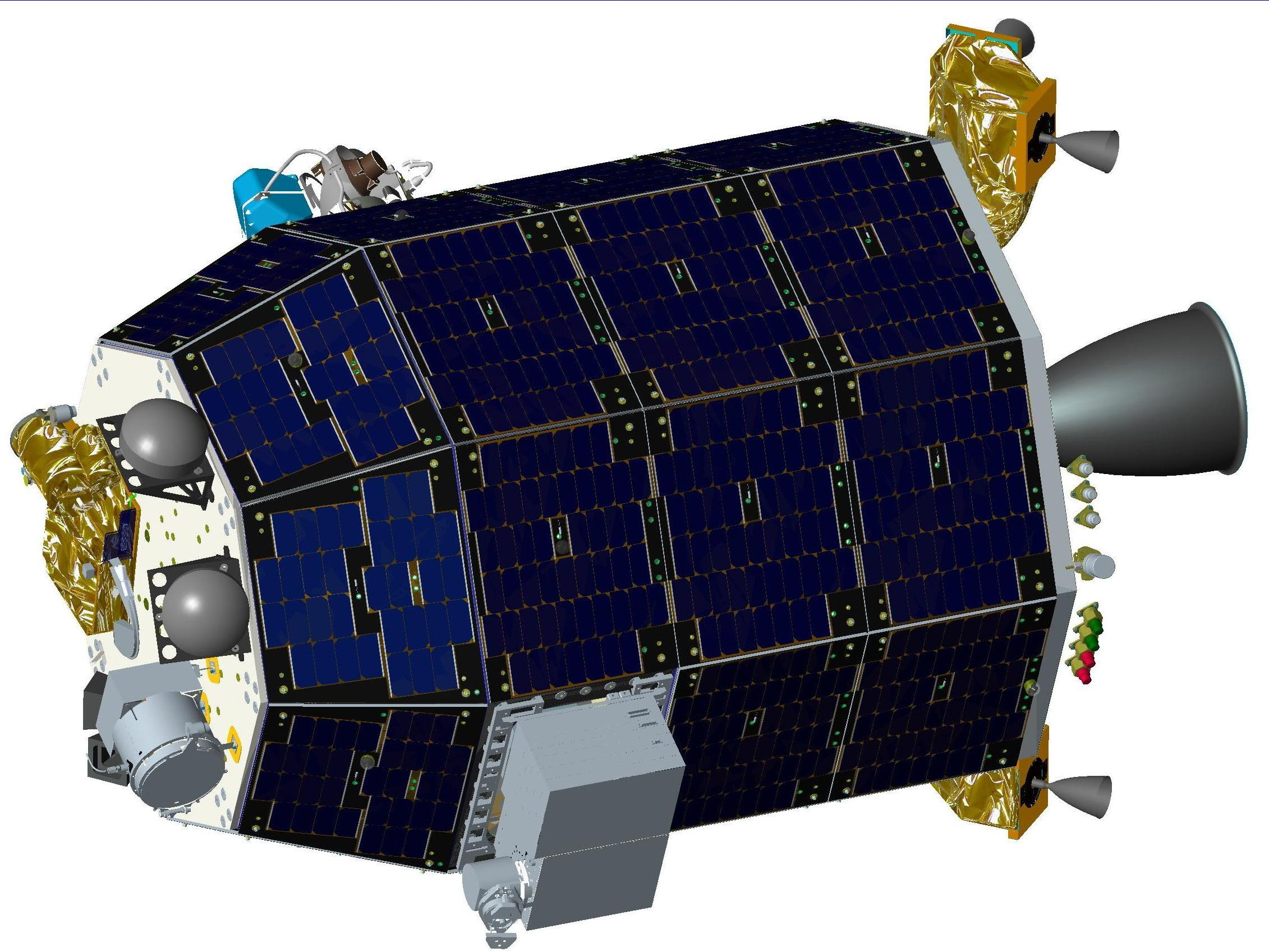
Model sondy LADEE

LADEE (ang. Lunar Atmosphere and Dust Environment Explorer) – amerykański orbiter Księżycowy. Start orbitera odbył się 7 września 2013 roku. Misja zakończyła się 18 kwietnia 2014 w wyniku zaplanowanego zderzenia z powierzchnią Księżyca.

## Cele misji
- Ustalenie globalnej gęstości, składu i zmienności czasowej śladowej atmosfery Księżyca zanim zostanie ona zaburzona przez dalszą działalność człowieka.
- Ustalenie czy obserwacje rozproszonej emisji światła na wysokości dziesiątków kilometrów nad powierzchnią Księżyca, wykonane przez astronautów programu Apollo, pochodziły od poświaty sodu czy pyłu.
- Zbadanie częstości uderzeń cząstek pyłu i ich wielkości w celu pomocy w projektowaniu bazy księżycowej i przyszłych misji bezzałogowych.

## Instrumenty naukowe i technologiczne
Masa sondy wynosi około 383 kg. Na jej pokładzie znajdują się trzy instrumenty naukowe, o łącznej masie około 50 kg oraz dodatkowy eksperyment technologiczny.
- Neutral Mass Spectrometer (NMS) – kwadrupolowy neutralny spektrometr masowy.
- Ultraviolet and Visible Light Spectrometer (UVS) – spektrometr ultrafioletu; obserwacje w zakresie długości fal 230 – 810 nm.
- Lunar Dust Experiment (LDEX) – licznik pyłu.
- Lunar Laser Communications Demonstration (LLCD) – eksperyment technologiczny przeznaczony do testowania łączności laserowej z szybkością 50 – 600 megabitów na sekundę.

## Przebieg misji
Start sondy, przy użyciu rakiety nośnej Minotaur V, nastąpił 7 września 2013 roku o godz. 03:27 UTC. Sonda została umieszczona na wstecznej okołorównikowej orbicie wokółksiężycowej o wysokości około 250 km. Miesiąc po starcie rozpoczęła się trwająca około 40 dni faza wdrożenia, podczas której orbita sondy została obniżona do około 75 km. Wysokość końcowej orbity wahała się od 20 do 150 km ze względu na niejednorodne pole grawitacyjne Księżyca. Czas misji na niskiej orbicie wokółksiężycowej planowany był na minimum 100 dni, podczas których sonda co kilka dni przeprowadzała manewry korygujące. Po zakończeniu fazy naukowej i wyczerpaniu paliwa nastąpiła deorbitacja sondy w dniu 18 kwietnia 2014 roku.
Sondę skonstruowano w ośrodku NASA Ames Research Center. Całkowity koszt misji planowany był na 280 mln dolarów amerykańskich.